# Aulagromyza nigricauda
Aulagromyza nigricauda är en tvåvingeart som först beskrevs av Mitsuhiro Sasakawa 1961.  Aulagromyza nigricauda ingår i släktet Aulagromyza och familjen minerarflugor. Inga underarter finns listade i Catalogue of Life.